# Framsnittsmålning

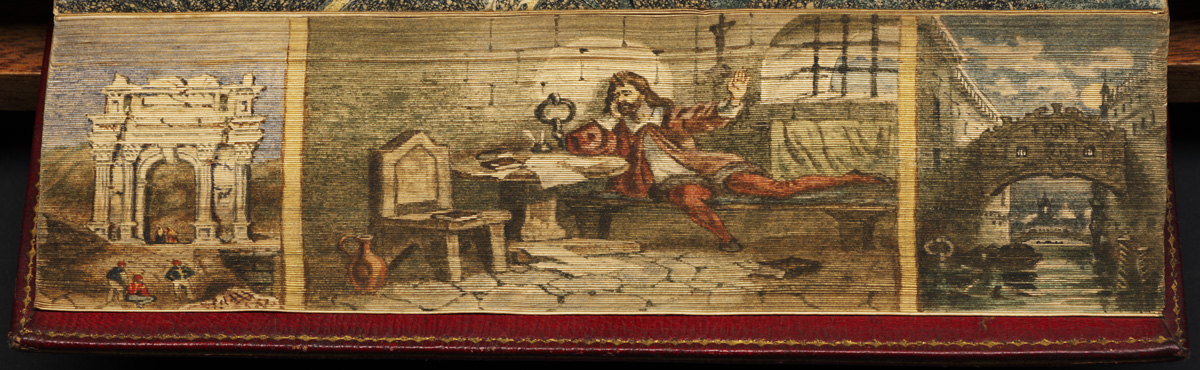
Bok med John Hooles engelska översättning av Torquato Tassos Det befriade Jerusalem, tryckt i London 1797. Framsnittsmålningen är en triptyk som föreställer Trajanusbågen i Ancona, den fängslade Tasso och Suckarnas bro i Venedig.

Framsnittsmålning eller boksnittsmålning är en målning på främre snittet av en boks inlaga. 
Förr förvarades ofta böcker liggande med framsnittet utåt varför böcker kunde ha sin titel skriven eller inbränd på framsnittet. När det senare blev populärt att skriva titlarna på ryggen började man istället att dekorera snittet. Oftast handlar det om förgyllda eller färgade snitt. Vissa förgyllda snitt är cisellerade, det vill säga att de har mönster i förgyllningen.
Målningarna var ofta akvareller föreställande landskap, porträtt eller historiska händelser. Målningen gjordes antingen direkt på det raka snittet, eller på ytan som skapas när inlagan böjs något så att sidorna förskjuts. Eftersom man kan kränga sidorna åt två håll kan det förekomma dubbla framsnittsmålningar, eller till och med trippla om det även förekommer en på det raka snittet. Målningar gjorda när inlagan är böjd är osynliga när boken ligger igenslagen. Detta gjorde att vissa målningar även avbildade förbjudet eller hemligt material, av exempelvis politisk eller pornografisk karaktär. 
Framsnittsmålningar börjar förekomma kring 1750-talet, blev vanligare under 1800-talet och försvann nästan helt i början av 1900-talet. Men än idag görs målningar ibland på exklusiva konstnärliga bokband och det förekommer även tryckta bilder på framsnittet.
Det engelska begreppet fore-edge painting använd även i svenska sammanhang.